# Gwendoline (opera)

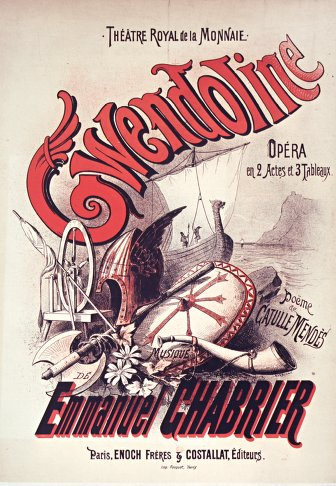
Affisch till Gwendoline 1886.

Gwendoline är en fransk opera i tre akter med musik av Emmanuel Chabrier och libretto av Catulle Mendès.

## Historia
Med Gwendoline gjorde Chabrier ett försök att komponera en opera i Richard Wagners anda. Librettots medeltidstema är snarlik stämningen i operorna Tristan och Isolde, Tannhäuser och Lohengrin, men musiken är helt och fullt Chabriers egen. Särskilt effektfullt är ouvertyren och Epithalame i akt II för tre röster och dubbel femstämmig kör. Operan hade premiär den 10 april 1886 på operahuset De Munt i Bryssel. Den blev en stor succé och visades på flera tyska scener innan den nådde sitt franska hemland. Där blev man inte lika entusiastisk inför Wagnerinflytandet.

## Personer
- Gwendoline (sopran)
- Armel, hennes fader (tenor)
- Erick (tenor)
- Aella (baryton)
- Harald, danernas ledare (baryton)
- En dan (bas)

## Handling
Englands kust, 700-talet.

### Akt I
Gwendoline är dotter till den saxiske hövdingen Armel och de bor i ett litet fiskeläge på den engelska kusten. Hon har drömt om de danska vikingarna, som härjar och plundrar överallt, men fattat medlidande med de ensamma männen. I drömmen hon hade rövades hon bort av en av danerna. Hon avbryts i sina tankar av danernas invasion. Danernas ledare Harald anfaller hennes by och vill tvinga Armel att lämna ifrån sig allt sitt guld. Då går Gwendoline emellan. Harald har aldrig sett en levande kvinna förut och blir överväldigad av åsynen av Gwendoline. Han berättar för henne om sin drömkvinna som är en valkyria. Harald ber Armel att få gifta sig med dottern. Armel går med på detta men lugnar sina män med att de ska hämnas efter bröllopet.

### Akt II
Efter bröllopet ger Armel Gwendoline en dolk att döda Harald med. Hon vill inte och råder Harald att fly. De sjunger en duett tillsammans innan han ger sig av med dolken. 

### Akt III
I kampen mot Armel splittras dolken och Harald såras dödligt av Armels svärd. När Gwendoline ser sin älskade dö tar hon en bit av dolken och begår självmord. Alla samlas kring paret som inväntar döden och färden upp till Valhall.